# Кадар (приречення)
Кадар (араб. الْقَدْر) — термін, який у ісламі означає приречення (передвизначення) всього сущого Аллахом.  Віра у приречення вважається одним зі стовпів віри. Цим терміном у мусульманській, особливо сунітській, літературі позначалась божественна детермінованість усіх явищ, що відбуваються у світі, включно з людськими діями.
Вважається, що божественне приречення не може бути повністю усвідомлене людським розумом. Людині не дано зрозуміти Бога, його атрибути і волю. Тому улеми, спираючись на відповідні хадиси Мухаммеда, рекомендували не заглиблюватися у суть цієї проблеми, бо більшість висновків можуть бути позбавлені доказової бази.
Одначе розвиток середньовічної мусульманської думки призвів до виникнення різних поглядів на проблему приречення. Ця проблема стала одною з найскладніших у ісламському богослов’ї (каламі), — виникали різні точки зору, інтерпретації, велися бурхливі полеміки між різними школами середньовічного каламу.
У ортодоксальному сунізмі визнається з одного боку загальна приреченість всього сущого буття з боку Творця, з іншого — обмежена вільна воля людини